# Axiodes sinuata
Axiodes sinuata là một loài bướm đêm trong họ Geometridae.